# Rapperswil-Jona
Rapperswil-Jona – miasto i gmina we wschodniej Szwajcarii, w kantonie St. Gallen, w okręgu See-Gaster, zlokalizowane nad jeziorem Zuryskim, utworzone 1 stycznia 2007 z połączenia gmin Jona i Rapperswil.

## Demografia
Według danych na 31 grudnia 2022 gminę zamieszkiwały 28 252 osoby, a 19,3% jej populacji stanowiły osoby urodzone poza Szwajcarią. 

## Współpraca
Miejscowości partnerskie:
- Aalborg
- Bagno di Romagna

## Transport
Przez obszar gminy przebiegają autostrada A15 oraz drogi główne nr 8, 15 i 17.

## Sport
- Rapperswil-Jona Lakers – klub hokeja na lodzie